# Краснозоринский (Ростовская область)
Краснозоринский — посёлок в Боковском районе Ростовской области. Входит в состав Краснозоринского сельского поселения, являясь его административным центром.

## География

### Улицы
| - ул. Кирпичная, - ул. Комсомольская, - ул. Лазоревая, - ул. Луговая, - ул. Молодёжная, - ул. Парковая, | - ул. Приозерная, - ул. Садовая, - ул. Северная, - ул. Сиреневая, - ул. Степная, - ул. Школьная. |

## История
В 1987 г. указом ПВС РСФСР поселку центральной усадьбы совхоза «Красная Заря» присвоено наименование Краснозоринский.

## Население
| 1989 | 2002 | 2010 |
| ---- | ---- | ---- |
| 663  | ↘535 | ↗539 |